# Niedertiefenbach
Niedertiefenbach ist eine Ortsgemeinde im Rhein-Lahn-Kreis in Rheinland-Pfalz. Sie gehört der Verbandsgemeinde Aar-Einrich an.

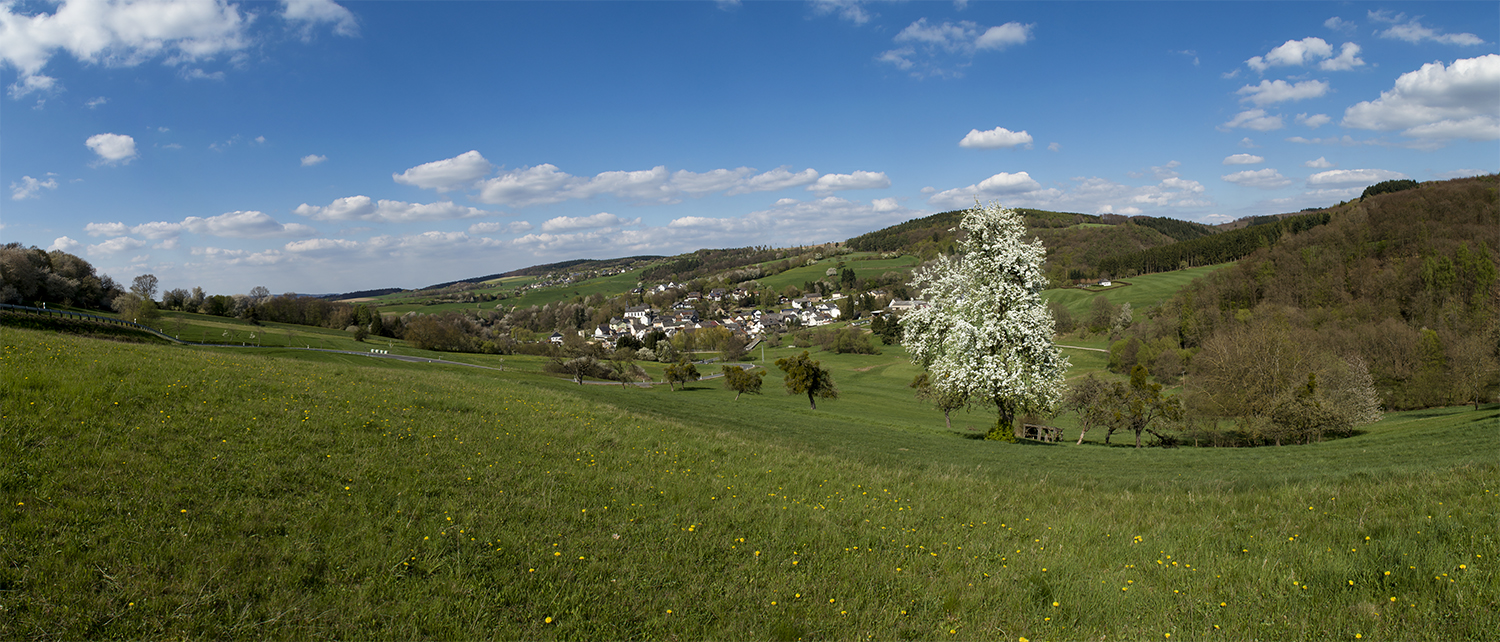
Niedertiefenbach, Panoramabild von Süden aus gesehen

## Geographie
Niedertiefenbach liegt im westlichen Hintertaunus in der Landschaft des Einrich. 2 km südlich des Dorfes erhebt sich die Ringmauer (449 m) und 2 km östlich die Weißler Höhe (456 m). Zu Niedertiefenbach gehört der Ortsteil Hof Bleidenbach sowie die Ölmühle. Die Gemeindefläche erstreckt sich über 4,08 km², davon sind ca. 40 % Wald.

## Geschichte
Die erste urkundliche Erwähnung erfolgte am 24. Juni 1247, als Graf Heinrich der Reiche von Nassau die Pfarrkirche in Niedertiefenbach der Abtei Arnstein übergab.
Niedertiefenbach gehörte zur Niedergrafschaft Katzenelnbogen (Amt Reichenberg), die von 1648 bis 1806 landesherrlich den Landgrafen von Hessen-Kassel zugeordnet war. Von 1806 bis 1813 stand die Region und damit auch Niedertiefenbach unter französischer Verwaltung (pays réservé). Im Jahr 1816 kam der Ort in den Besitz des Herzogtums Nassau, das 1866 infolge des Deutschen Krieges vom Königreich Preußen annektiert wurde.
Seit 1946 ist Niedertiefenbach Teil des damals neu gebildeten Landes Rheinland-Pfalz. 1972 kam es im Zuge der rheinland-pfälzischen „Funktional- und Gebietsreform“ zur Bildung der Verbandsgemeinde Katzenelnbogen, der die Ortsgemeinde Niedertiefenbach bis 2019 angehörte und die dann in der Verbandsgemeinde Aar-Einrich aufging.
Bevölkerungsentwicklung
Die Entwicklung der Einwohnerzahl von Niedertiefenbach, die Werte von 1871 bis 1987 beruhen auf Volkszählungen:
| Jahr | Einwohner |
| ---- | --------- |
| 1815 | 238       |
| 1835 | 282       |
| 1871 | 297       |
| 1905 | 257       |
| 1939 | 218       |
| 1950 | 239       |
| 1961 | 217       |

| Jahr | Einwohner |
| ---- | --------- |
| 1970 | 212       |
| 1987 | 206       |
| 1997 | 221       |
| 2005 | 234       |
| 2011 | 228       |
| 2017 | 197       |
| 2024 | 181       |

## Politik

### Gemeinderat
Der Gemeinderat in Niedertiefenbach besteht aus sechs Ratsmitgliedern, die bei der Kommunalwahl 9. Juni 2024 in einer Mehrheitswahl gewählt wurden, und der ehrenamtlichen Ortsbürgermeisterin als Vorsitzender.

### Bürgermeister
Melanie Wolf wurde am 15. Juli 2024 Ortsbürgermeisterin von Niedertiefenbach. Da für die Direktwahl am 9. Juni 2024 kein Wahlvorschlag eingereicht wurde, oblag die Neuwahl des Bürgermeisters gemäß rheinland-pfälzischer Gemeindeordnung dem Rat, der sich auf seiner konstituierenden Sitzung einstimmig für Melanie Wolf entschied.
Wolfs Vorgänger, ihr Vater Volkmer Obst, hatte das Amt zehn Jahre ausgeübt und kandidierte bei der Wahl 2024 nicht mehr als Ortsbürgermeister. Bei der Direktwahl am 26. Mai 2019 war er mit einem Stimmenanteil von 92,59 % wiedergewählt worden.

## Kultur und Sehenswürdigkeiten

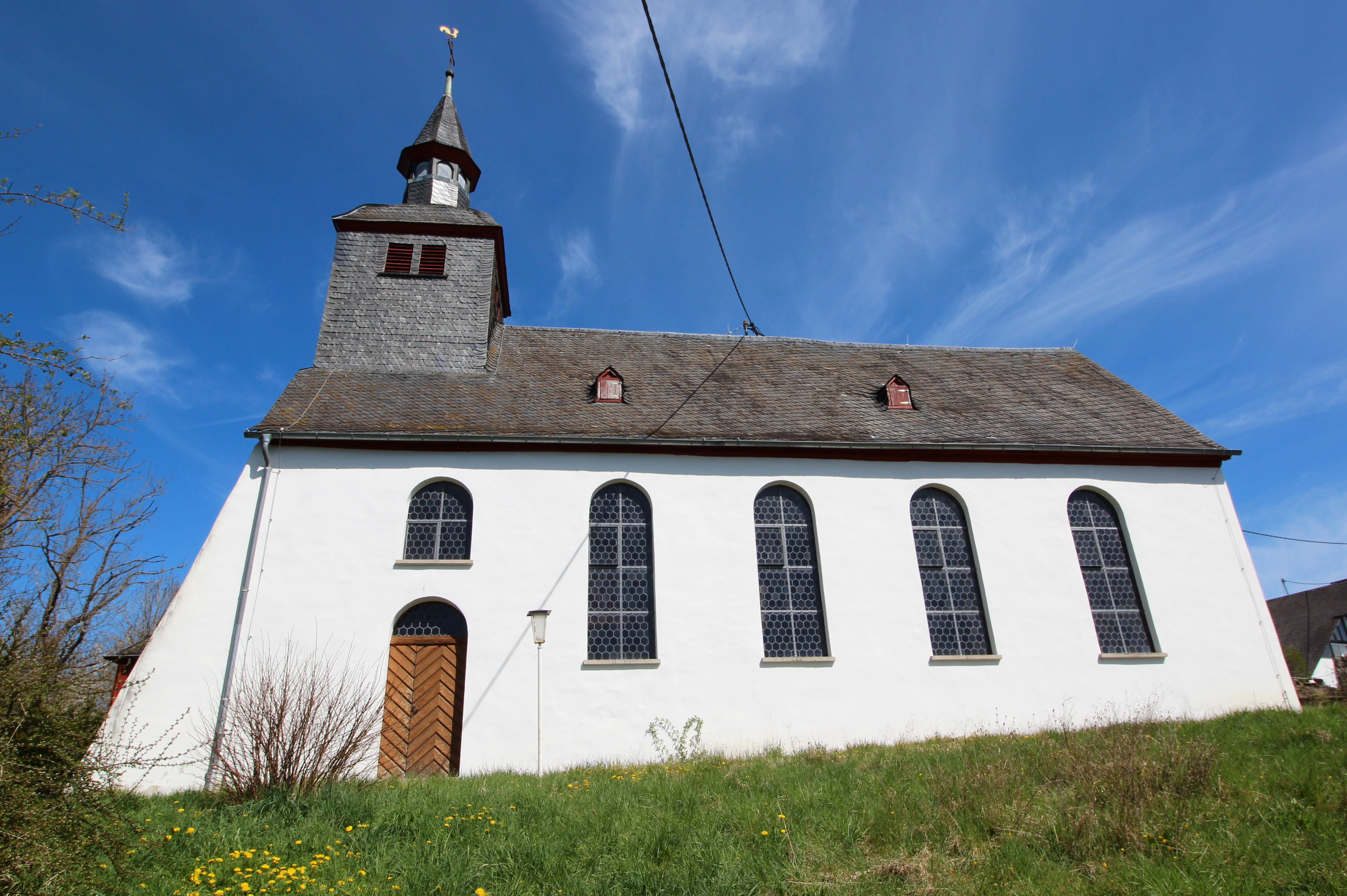
Niedertiefenbach, evangelische Pfarrkirche

In der Denkmalliste des Landes Rheinland-Pfalz (Stand: 2024) sind als Kulturdenkmäler ausgewiesen:
- Evangelische Pfarrkirche „Zum Heilig Kreuz“[10]
- Ehemaliges (?) Pfarrhaus
- Jüdischer Friedhof als Denkmalzone

## Verkehr
Niedertiefenbach liegt an der Kreisstraße 50 (K 50), von der im Ort die K 48 und nördlich der Gemeinde die K 51 abzweigen.